# Бивио Пицоли (Л'Аквила)
Бивио Пицоли (итал. Bivio Pizzoli) је насеље у Италији у округу Л'Аквила, региону Абруцо.
Према процени из 2011. у насељу је живело 32 становника. Насеље се налази на надморској висини од 677 м.